# Catasetum gladiatorium
Catasetum gladiatorium är en orkidéart som beskrevs av Kleber Garcia de Lacerda. Catasetum gladiatorium ingår i släktet Catasetum och familjen orkidéer. Inga underarter finns listade i Catalogue of Life.